# Andrea Cominelli
Andrea Cominelli (Venezia, ... – ...; fl. XVII secolo) è stato uno scultore e architetto italiano, cittadino della Repubblica di Venezia ove fu attivo.

## Biografia

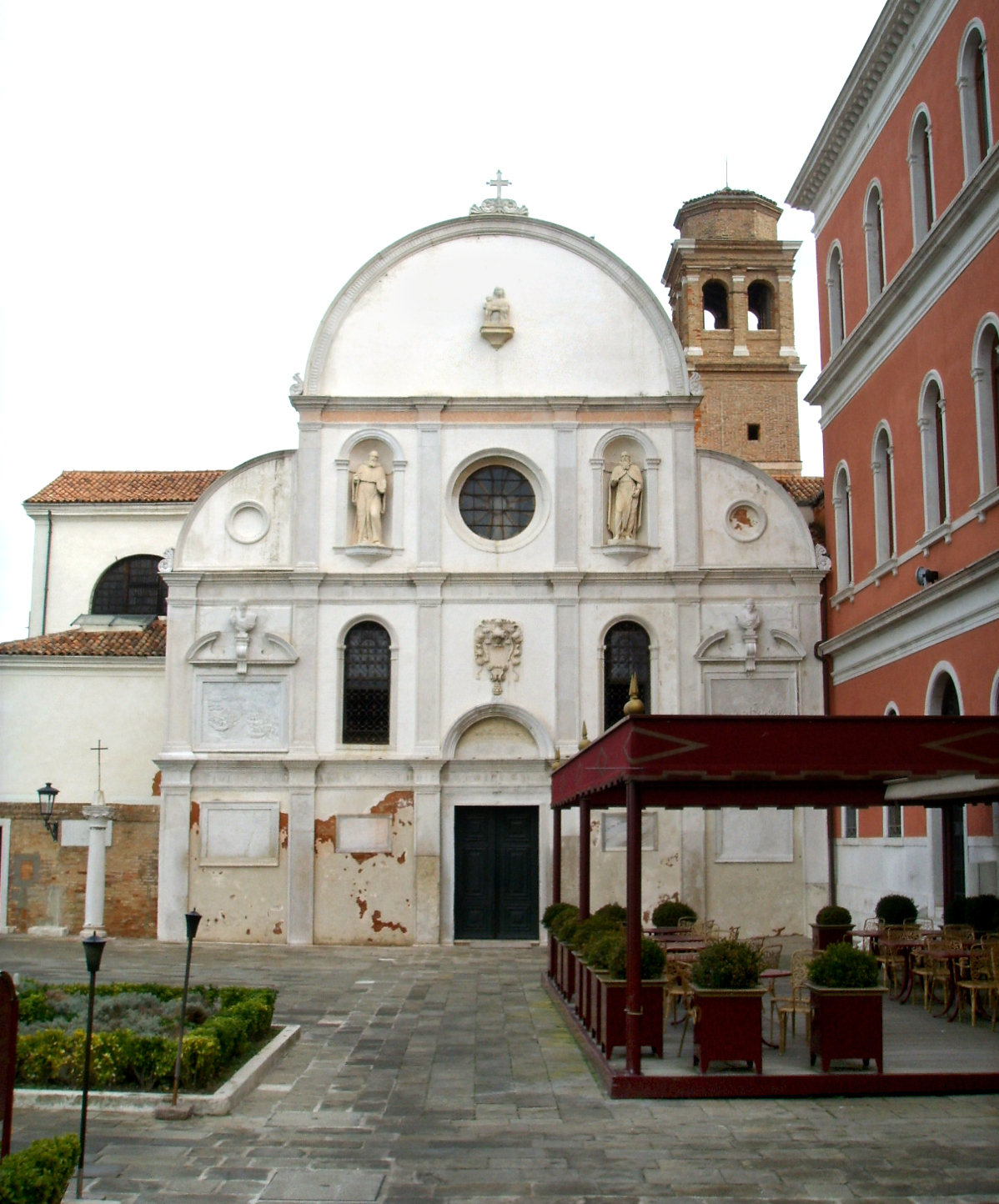
Facciata della chiesa di San Clemente

### Primi anni
Si sa poco della giovinezza di Cominelli. Probabilmente nacque a Venezia nella prima metà del XVII secolo da una famiglia bergamasca figlio del muratore Marcantonio.
Collaborò dapprima con Baldassarre Longhena come esecutore dei progetti di questi, per esempio per Longhena realizzò nel 1642 l'altar maggiore della chiesa veneziana di Sant'Antonin. Dal 1643 al 1660 fu impegnato nella realizzazione, sia probabilmente come architetto che sicuramente come scultore nella cappella Sagredo a San Francesco della VIgna. Nel 1652 Francesco e Tommaso Morosini commissionarono a Cominelli il restauro della facciata della chiesa di San Clemente nell'Isola di San Clemente. Includeva busti dei membri della famiglia Morosini sopra il portale e il loro stemma. Aggiunse anche statue di San Benedetto e San Romualdo, una Madonna e un cherubino. La facciata comprende rilievi di scene di battaglie commemorative delle vittorie dei Morosini nella guerra contro i turchi. Si pensa che abbia fatto lui stesso le sculture dei due fratelli Morosini e dei due santi.

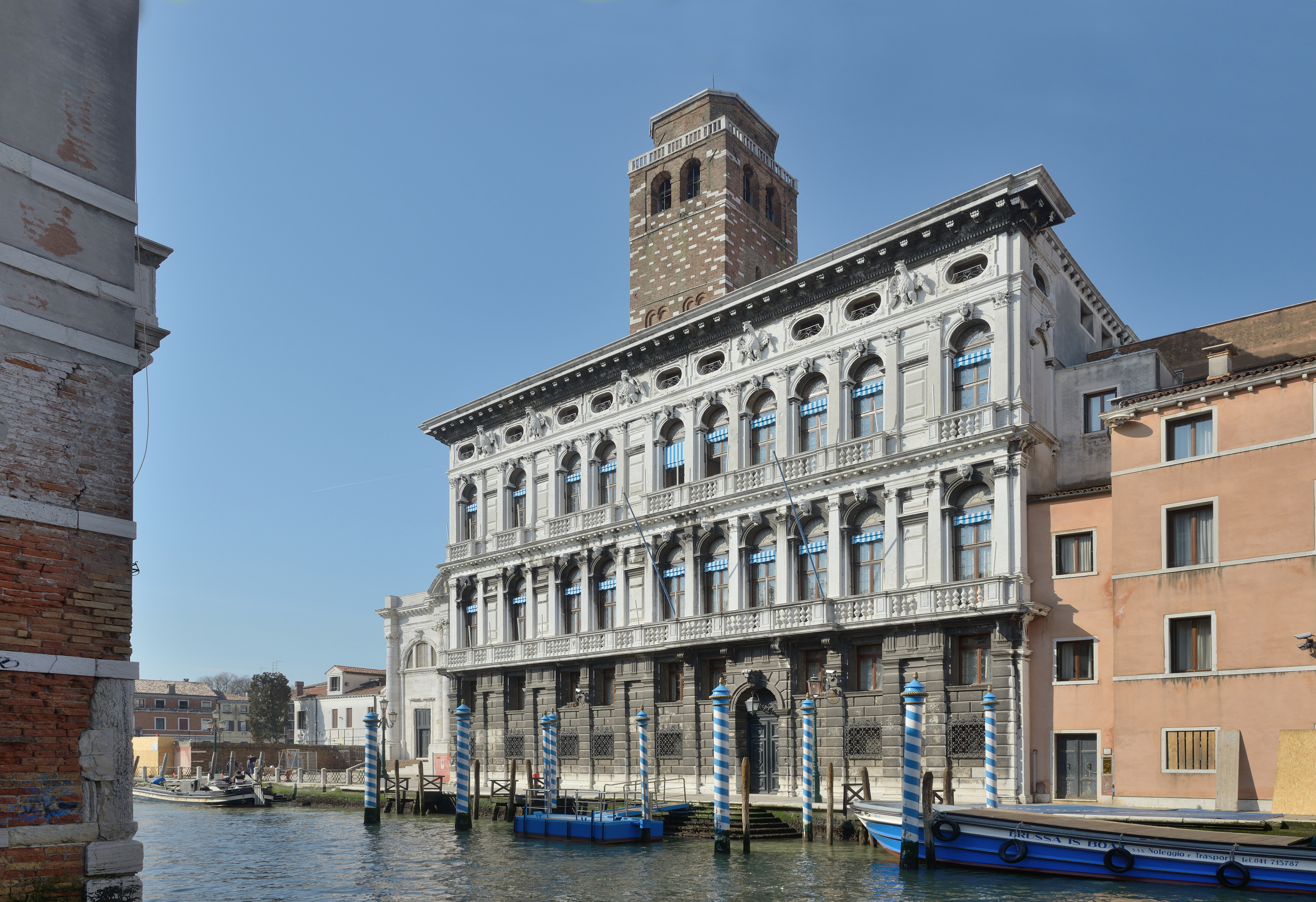
Palazzo Labia a Venezia sul canale Cannaregio

### Convento dei Carmelitani
Cominelli è registrato su una fattura di pagamento datata 4 aprile 1653 per la realizzazione di un altare nella chiesa del nuovo convento veneziano dei Carmelitani di Santa Teresa. Fu impegnato in questo lavoro fino alla fine del 1654. Supervisionò la costruzione del convento e della chiesa di San Polo di Padova tra il 1682 e il 1683, detto da Brandolese nel 1795 per avere "un po' d'eleganza, che sarebbe maggiore se non fosse incrostato di stucchi". Nel 1679 fu incaricato della sistemazione dell'organo, con il lavoro svolto da Eugenio Gasparini. Il 7 aprile 1682 firmò un accordo per la parziale ricostruzione e abbellimento dell'altare della Beata Vergine del Carmelo. La chiesa e il convento di Santa Teresa furono costruiti da Cominelli per le suore di Santa Teresa e consacrati nel 1688. La chiesa ha una struttura alta, quadrata e semplice.

### Altre opere
Mentre lavorava quasi continuamente per i Carmelitani, Cominelli intraprese altre opere. Realizzò l'altare di Santa Maria Vergine Maria di Baldassare Longhéna nel 1674-1677. Partecipò al concorso per la progettazione della "Dogana da mar" (1676-1677). Non ci sono documenti di attività dopo il 1688. Tuttavia, gli fu attribuito il designo di Palazzo Labia, costruito per clienti privati. Cominelli progettò le facciate d'acqua dell'edificio. L'edificio fu completato nel 1696. Successivamente la sala da ballo fu decorata dall'artista prospettico Gerolamo Mengozzi-Colonna e dal pittore Giambattista Tiepolo. I dipinti raccontano la storia di Antonio e Cleopatra. A metà del XVIII secolo Alessandro Tremignon progettò la facciata in campo del palazzo.